# تاونشیپ ۱، شهرستان روکس، کانزاس
تاونشیپ ۱ (به انگلیسی: Township 1) یک منطقهٔ مسکونی در ایالات متحده آمریکا است که در کانزاس واقع شده است. تاونشیپ ۱ ۲۴۲ نفر جمعیت دارد و ۵۱۲ متر بالاتر از سطح دریا قرار دارد.